# 丹那美拉站 (吉兰丹)
丹那美拉站位于马来西亚吉兰丹州丹那美拉县，是东海岸线的其中一站。该车站是丹那美拉镇内唯一的马来亚铁道公司车站，周边也容易发生水灾。马来亚铁道公司是该车站的主要经营者。

## 主要路线
- 丹那美拉至金马士
- 丹那美拉至道北